# Mastalizi
I Mastalizi (talvolta anche Mastalinzi, Mastelizi o Mastelitii) furono una famiglia patrizia veneziana, annoverata fra le cosiddette Case Nuove.

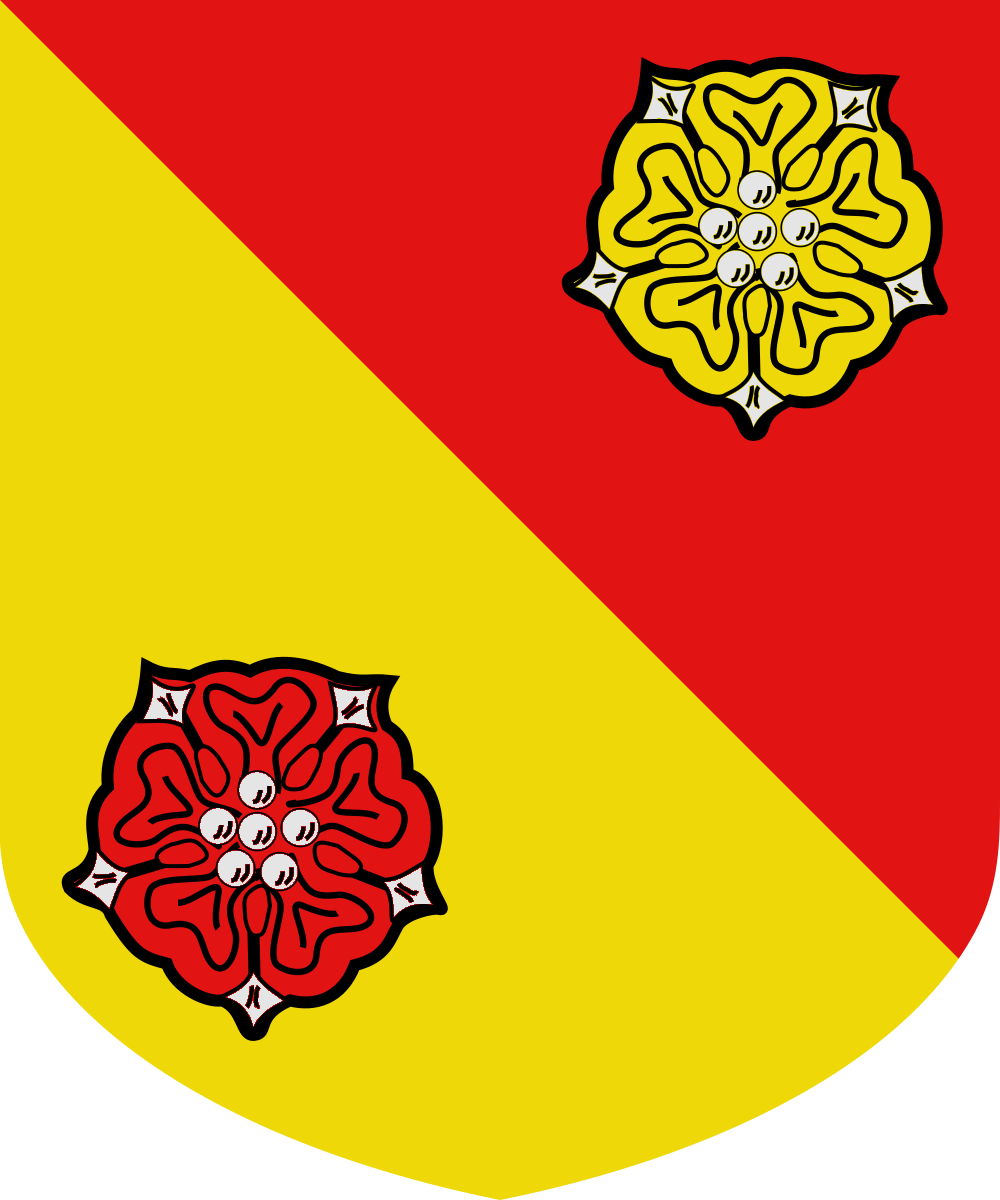
Stemma Mastalizi

## Storia
Secondo la leggenda, i Mastalizi sarebbero giunti in laguna da Reggio in Lombiardia, certamente in epoca molto antica, dal momento che diedero alla città antichi tribuni.
Furono i fondatori della chiesa di Santa Maria delle Vergini, soppressa e demolita nel 1805. Alcune cronache paiono riportare come anno d'aggregazione al patriziato veneto il 1310, nella persona di un certo Antonio Mastalizi che contribuì attivamente nello sventare la famigerata congiura di Bajamonte Tiepolo; dal qual dato si desumerebbe che, alla serrata del Maggior Consiglio (1297), almeno una parte di questa famiglia dovesse essere rimasta esclusa dal ceto patrizio. Altre fonti, invece, attestano che un ramo dei Mastalizi fu ammesso al Maggior Consiglio nel 1298, essendo rientrati quello stesso anno da Costantinopoli. 
I Mastalizi propriamente detti si estinsero con ogni probabilità nel 1324 in un tal Giacomo, benché la tradizione faccia discendere da questo casato la nobile famiglia dei Baseggio.

## Membri illustri
- Lorenzo Mastalizi (X secolo), ecclesiastico, fu patriarca di Grado tra il 919 e il 933.